# Rogue River Bridge
Die Rogue River Bridge, offiziell die Isaac Lee Patterson Bridge, ist eine Straßenbrücke, die den U.S. Highway 101 zwischen den Orten Gold Beach und Wedderburn im Curry County in Oregon, USA, über den Rogue River führt. Sie ist die letzte Brücke über den Fluss vor seiner 1,8 km entfernten Mündung in den Pazifischen Ozean.
Die 1932 eröffnete Betonbogenbrücke ist mit ihren Art-déco-Elementen ein bedeutendes Beispiel der von Conde McCullough, dem damaligen Leiter der Straßenbaubehörde von Oregon, entworfenen Brücken.
Sie wurde nach Isaac Lee Patterson benannt, der von 1927 bis 1929 Gouverneur von Oregon war.
Die Rogue River Bridge wurde 1982 von der American Society of Civil Engineers (ASCE) in die Liste der Historic Civil Engineering Landmarks und 2005 in das National Register of Historic Places aufgenommen.

## Beschreibung
Die insgesamt 579 m lange Brücke hat auf einer Breite von 8,2 m zwei Fahrspuren und beidseits einen schmalen Gehweg. Das Bauwerk ist insgesamt 10 m breit. Die Brücke besteht aus einer Reihe von sieben Bögen mit Pfeilerachsabständen von 70,1 m. Die Bögen bestehen aus je zwei schlanken Bogenrippen, die mit Querverbänden versteift sind. Um Schwindrisse nach der Entfernung des Lehrgerüsts zu vermeiden, wurden die Bogenrippen nach einem von Eugène Freyssinet entwickelten System in den Scheitelgelenken kurz vor dem Ausrüsten durch hydraulische Pressen auseinander und damit in eine höhere Bogenkrümmung gedrückt und der Zwischenraum durch Beton geschlossen. Dadurch wurde bewirkt, dass sich die Bögen beim anschließenden Schwinden des Betons wieder absenkten und die geplante Form annahmen. McCullough ließ sich die notwendigen Pressen für dieses in den USA erstmals angewandte Verfahren mit Freyssinets Unterstützung aus Frankreich liefern.
Die Fahrbahn ist mit fünf Sparbögen auf den beiden Schultern jedes Bogens aufgeständert. Die Sparbögen sind aufwendig gestaltet mit profilierten Doppelpfeilern, Sockeln, angedeuteten Kapitellen und abgesetztem Stirnkranz. In ähnlicher Weise sind die Kragträger der auskragenden Gehwege und die Balustraden gestaltet.
Die Bogenreihe ist eingefasst von wuchtigen Pfeilern, die als abgestufte Türme über das Brückendeck hinausragen. An diese Pfeiler schließen sich über den beiden Uferhängen je neun kurze Bögen auf hohen, schmalen Pfeilern an, die die Verbindung zu der etwa 20 m über dem Fluss verlaufenden Straße herstellen.
Die Brücke wurde zwischen 2001 und 2004 aufwendig saniert, nachdem sie sehr unter der salzhaltigen Luft an ihrem Standort gelitten hatte.